# Велико Средиште
Велико Средиште је насеље у граду Вршац, у Јужнобанатском округу, у Србији. Према попису из 2022. било је 1092 становника.
Овде се налазе Два дворца породице Лазаревић и ФК Борац Велико Средиште.

## Историја
Некада је Банат био веома мочваран, а када је исушен, постао је једно од најплоднијих земљишта у Европи. Као и суседна Бачка, Банат је, осим нешто на истоку, раван, али без шума и руда. Становништво се бави у огромној већини ратарством, те се производе све врсте жита, нарочито пшеница и кукуруз. Знатна је и култура дувана и шећерне репе. Виноградарство је развијено код Вршца и Беле Цркве. Сточарство је такође врло важно, али не у оној мери као пре, када је било главно занимање становништва. Трговина је знатна, нарочито са житом и стоком. Индустрија је лепо развијена у градовима. Знатна је млинска, а и остала индустрија, као циглане, шећерна, пиварска, камена, кожна, дрвна, текстилна, керамичка и др.
По Сенткларају средњевековни назив места је био Сердахељ (Zerdahel). Први историјски помен је из 1355. године, када се јавља као суседна општина места - Csorto, Bajla и Golucz. По судском акту из 1362. године Антоније сердахељски ковач се пред крашовским поджупаном Лоренцом, "поравнао" са ћурчијом Јованом Енгом. Антоније је иначе суграђанину Енгу запалио кућу. Крашовске власти су 1411. године имале посла са Среваном Химфијем из места Бачштевиш, који је забранио мештанима Сердахеља да на било који начин присвајају земљу у његовом селу. Напокон, 1425. године становник Сердахеља - Имре, син Јована, постао је поджупан Крашовске жупаније.
Назив места 1427. године је Средиште (Stredolcz) у крашовској жупанији, посед Јована пл. Јанка.
После Мохачке битке мађарско становништво се исељава преко Мориша, а долазе Срби. Од мађарског Сердахеља, постаје српско Средиште.
1597. године Средиште (Ztrediste) је у поседу Јована Јошика. Године 1713. било је у Средишту 56 кућа, 1716. додељено је Средиште вршачком диштрикту. У години 1717. имало је 72 куће. У то време доселили су се и Срби из околних села, Великог Жама, Гудурице и др. у Велико Средиште. Аустријски царски ревизор Ерлер је 1774. године констатовао да место "Средиште" припада Вршашком округу и дистрикту. Становништво је било измешано, српско и влашко.
Око 1738. године доселили су се у Велико Средиште Румуни из Тишманије у Малој Влашкој. Подигнута је од камена црква 1743. године, која је 1751. године обновљена.
Године 1749. било је већ 140 кућа, а 3 пароха 1751. било је 143 куће. Око 1824. године доселило се неколико немачких породица.
Имало је 1826. године 1789 становника. Од којих је било православних 1561, католика 226, реформата 1, јевреја 1.
Голуб Лазаревић 1832. године откупио је ово место од царске коморе. У то време имао је великосредиштански атар 22 целе сесије и 148 половина и 49 четвртина. Помињу се 1843. године као претплатници једне српске књиге: Василије "от Лазаревић" "земљедржац Средишки и госпођа Марија "от Лазаревић" (рођ. Стратимировић).
Године 1836. подигнута је нова православна црква.
Властелин Голуб Лазаревић 1838. године подигао је стари кастел и населио је овде католичке вере Чехе и Бугаре, око 30 на броју.
У првој половини 19. века живели су Румуни подељени на две стране: од жамског друма према западу Царани, а према истоку Шубуљани.
Од 1844. године имају католици своју богомољу, посвећену Св. Тројици, и веруисповедну школу.
По Шематизму православног клира у Угарској из 1846. године, Велико Средиште је село са 1052 становника. Налази се парохија у Вршачком протопрезвирату, Вршачке епархије. Православно парохијско звање је основано и најстарије црквене матице су оне рођених и крштених из 1768. године. Ту је православни храм посвећен Св. Арханђелима, при којем служи три свештеника. Парох поп Константин Петровић је и катихета школе, администратор поп Сава Марковић и ђакон Живан Костић. У српској народној школи 1846/1847. године, чији је директор Стефан Марковић трговац, предаје учитељ Михаел Божешко, има 25 ђака.
Године 1848. бројало је 2012 становника, од којих је било православних 1438, католика 525, евангелика 5, реформата 39, Јевреја 5.
Године 1854. било је 1798 становника а општински атар био је 7262 ланаца; бивши алодални посед износио је 1584 ланаца.
Велико Средиште имало је напредно виноградарство а већ 1832. године било је 735 ланаца (ланац износи 56 ари) посађено виновом лозом, 1865. године било је 867 ланаца винограда, 1873-1077 ланаца. 1882-1505 ланаца. Али је трсна уш филоксера брзо уништила ове винограде.
Бројно кретање становништва у последњим деценијама: 1889. било је 1983 становника, 1880-1735, 1890-1820, 1900-2046, 1910-2287 становника.
Подигнута је 1866. године реформатска црква, а 1898. године римокатоличка црква. Године 1860. смањен је број православних свештеника, па је остао само један.
Године 1893. становало је овде 169 Рома (цигана). Отпочело је рад матричарско звање 1885. године
У месту је 2. јула 1896. године прорадила железница и отворена железничка станица, а 1900. године уведен телефон.
Пописано је 1921. године 2022 становника, од којих је било Срба 1062, Чеха 447, Немаца 391, Мађара 384, Румуна 37, осталих 1.

## Занимљивости

### Сеоски обичаји
Лупање старих лонаца. У многим селима постојали су разни обичаји пре свадбе. Негде се и данас примењују ти обичаји. У Великом Средишту деценијама је одржаван предсвадбени обичај звани лупање старих лонаца. Тај обичај организован је на улици испред куће момка који је пре венчања довео девојку у своју кућу. Често је то била крађа девојке, будуће супруге, уз њен пристанак, али без знања њених родитеља. Понекад су родитељи су знали за љубававну везу будућег младожење и будуће младе, али су одлагали организовање венчања и свадбе за јесен када се заврше пољски радови и стигне ново вино.
Нестрпљиви момак уз сагласност девојке доводио је неке вечери девојку у своју кућу да ту дочека заказивање венчања. Његови родитељи нису се љутили толико као родитељи девојке која се заљубила на први поглед, без знања родитеља, па се под хитно одлучила за прелазак у кућу будућег супруга. Било је више разлога за хитност овог поступка.
Када би момак довео девојку у своју кућу његови родитељи са најближом родбином и добрим комшијама организовали би те вечере мало славље. Веселио их је неки сеоски хармоникаш и добар певач. Овај догађај лако су откривали други младићи из села и они су доживели лупање лонаца испред своје куће када су то исто урадили пре венчања. Под окриљем мрака момци из села би износили из својих дворишта старе одбачене металне предмете и старо посуђе као неки стари шпорет и старо метално буре од ранијег оваквог догађаја и са старом сламом, плевом и огрезином све би то доносили испред куће будућег младожење. У тишини, док се орила свирка и песма у кући момка који је довео девојку, младићи би на улици спремали паљење ватре, растурили би плеву испред куће и качили би на кућу и околно дрвеће ситније старо посуђе и друго арбоће како су звали одбачене металне предмете. Када би све било спремно палили би ватру и почела би лупњава у старе лонце и шерпе, стеру металну бурад и друге предмете који би правили велику галаму. Тако би оглашавали целом селу да се у тој кући проширила породица довођењем девојке за будућу супругу момка из те куће. И ватра је својим пламеном била сигнал заинтерсованима да дођу и учествују у овом обичају.
Галаму са улице чули би учесници весеља у момковој кући. Тада би неко излазио на улици да пита шта је потребно да учине да би се смирила галама и угасила ватра. Организатори овог догађаја обично су захтевали да им се донесе вино са напоменом не у флаши да не би девојка остала танка као флаша већ у балону или крчагу да би млада убрзо се заукруглила на балон или крчаг. То је значило да желе млади да убрзо затрудни. Када стигне вино и њиме се задовоље организатори лупања лонаца тражили би да на улицу изађу момак и девојка са хармоникашем, да се ту заједно провеселе и у задовољству растану. Тада би учесници у овом догађају поскидали окачене старе предмета о кућу и дрвеће али баш нешто и оставили. Разилазили би се задовољни крај угашене ватре. Организатори би понели део стерих лонаца и сачували за наредну потребу пред кућом неког другогог младића. Момку и девојци и њиховој породици остајао би посао да рано ујотру почисте простор испред куће и уклоне трагове синоћног лупања стари лонаца. Ако би ујутру радили без девојке да би људи коментарисали да је девојка лења и спавалица или да су је момкови родитељи толико радо примили да је од почетка штите од раних и тешких послова.
Овај предсвадбени обичај у Великом Средишту' помагао је породицама да се измире када би девојка без сагласности родитеља побегла за неког момка. Све се ређе организују овакви догађаји у Великом средишту тако да већ полако пада у заборав обичај лупања старих лонаца. Да би се то сачувало, опис овог догађаја уврштен је у књигу Ризници народног казивања Огранка Вукове задужбине.
Најчувенији овакав догађај организован је када се богати самац Славко Трцул одлучио на брак са лепом Јозефином учитељицом. Његова мајка то није одобравала јер Славко је паор и православац а Јозефина је учитељица и католикиња. Из ових разлога Славко је дуго одлагао женидбу, али једне вечери довео Јозефину у своју кући. Његови пајташи организовали су му лупање лонаца током којег су му раставили лака кола, тарнице, и док је трајало славље у кући на кров куће изнели су делове ових кола и тамо су саставили тарнице на врху куће. Ујутру је Славко приметио да у двориште нема тарница. Када их је приметио на врху куће преостало му је да позове у помоћ своје пајташе да би заједнички вратили тарнице кола. То је урађено на заједничко весеље скоро целог дана. Да ли због растављања тарница на крову куће или због нетрпељивости свекрве према снаји и Славков брак се брзо раставио.
Родила се лепа ћерка која је живела са мајком али уз помоћ Славка. Касније се Славко оженио другом женом јер му је била потребна помоћ око старе мајке и у кућним и паорским радовима. Када је Јозефина умрла Славко је кроз завесе из своје куће пратио погреб Јозефинин док су њен ковчег превозили мртвачким колима на католичко гробље у Великом Средишту. Славко је волео Јозефину до краја живота.

## Демографија
У насељу Велико Средиште живи 1099 пунолетних становника, а просечна старост становништва износи 41,8 година (39,6 код мушкараца и 44,0 код жена). У насељу има 492 домаћинства, а просечан број чланова по домаћинству је 2,72.
Ово насеље је углавном насељено Србима (према попису из 2002. године), а у последња три пописа, примећен је пад у броју становника.
|  |

| Демографија | Демографија | Демографија |
| Година      | Становника  | Становника  |
| ----------- | ----------- | ----------- |
| 1948.       | 2.050       |             |
| 1953.       | 2.044       |             |
| 1961.       | 2.120       |             |
| 1971.       | 1.815       |             |
| 1981.       | 1.698       |             |
| 1991.       | 1.584       | 1.437       |
| 2002.       | 1.340       | 1.463       |
| 2011.       | 1.269       |             |

| Етнички састав према попису из 2002.‍ | Етнички састав према попису из 2002.‍ | Етнички састав према попису из 2002.‍ | Етнички састав према попису из 2002.‍ | Етнички састав према попису из 2002.‍ |
| ------------------------------------ | ------------------------------------ | ------------------------------------ | ------------------------------------ | ------------------------------------ |
|                                      |                                      |                                      |                                      |                                      |
| Срби                                 | Срби                                 |                                      | 1.044                                | 77,91%                               |
| Мађари                               | Мађари                               |                                      | 99                                   | 7,38%                                |
| Чеси                                 | Чеси                                 |                                      | 57                                   | 4,25%                                |
| Румуни                               | Румуни                               |                                      | 32                                   | 2,38%                                |
| Македонци                            | Македонци                            |                                      | 31                                   | 2,31%                                |
| Југословени                          | Југословени                          |                                      | 22                                   | 1,64%                                |
| Црногорци                            | Црногорци                            |                                      | 10                                   | 0,74%                                |
| Хрвати                               | Хрвати                               |                                      | 10                                   | 0,74%                                |
| Немци                                | Немци                                |                                      | 4                                    | 0,29%                                |
| Словаци                              | Словаци                              |                                      | 3                                    | 0,22%                                |
| Словенци                             | Словенци                             |                                      | 2                                    | 0,14%                                |
| непознато                            | непознато                            |                                      | 8                                    | 0,59%                                |

| Година пописа     | 1948. | 1953. | 1961. | 1971. | 1981. | 1991. | 2002. |
| ----------------- | ----- | ----- | ----- | ----- | ----- | ----- | ----- |
| Број домаћинстава | 577   | 584   | 620   | 553   | 567   | 511   | 492   |

| Број чланова      | 1   | 2   | 3  | 4  | 5  | 6  | 7 | 8 | 9 | 10 и више | Просек |
| ----------------- | --- | --- | -- | -- | -- | -- | - | - | - | --------- | ------ |
| Број домаћинстава | 140 | 114 | 80 | 94 | 39 | 18 | 5 | 0 | 2 | 0         | 2,72   |

| Пол    | Укупно | Неожењен/Неудата | Ожењен/Удата | Удовац/Удовица | Разведен/Разведена | Непознато |
| ------ | ------ | ---------------- | ------------ | -------------- | ------------------ | --------- |
| Мушки  | 558    | 181              | 330          | 29             | 18                 | 0         |
| Женски | 584    | 104              | 324          | 137            | 15                 | 4         |
| УКУПНО | 1.142  | 285              | 654          | 166            | 33                 | 4         |

| Пол    | Укупно                    | Пољопривреда, лов и шумарство | Рибарство                            | Вађење руде и камена | Прерађивачка индустрија       |
| ------ | ------------------------- | ----------------------------- | ------------------------------------ | -------------------- | ----------------------------- |
| Мушки  | 266                       | 112                           | 0                                    | 1                    | 57                            |
| Женски | 145                       | 51                            | 0                                    | 0                    | 43                            |
| УКУПНО | 411                       | 163                           | 0                                    | 1                    | 100                           |
| Пол    | Производња и снабдевање   | Грађевинарство                | Трговина                             | Хотели и ресторани   | Саобраћај, складиштење и везе |
| Мушки  | 1                         | 22                            | 23                                   | 3                    | 6                             |
| Женски | 0                         | 0                             | 13                                   | 2                    | 1                             |
| УКУПНО | 1                         | 22                            | 36                                   | 5                    | 7                             |
| Пол    | Финансијско посредовање   | Некретнине                    | Државна управа и одбрана             | Образовање           | Здравствени и социјални рад   |
| Мушки  | 0                         | 2                             | 12                                   | 5                    | 8                             |
| Женски | 1                         | 0                             | 0                                    | 9                    | 19                            |
| УКУПНО | 1                         | 2                             | 12                                   | 14                   | 27                            |
| Пол    | Остале услужне активности | Приватна домаћинства          | Екстериторијалне организације и тела | Непознато            | Непознато                     |
| Мушки  | 7                         | 0                             | 0                                    | 7                    | 7                             |
| Женски | 0                         | 0                             | 0                                    | 6                    | 6                             |
| УКУПНО | 7                         | 0                             | 0                                    | 13                   | 13                            |